# Vùng đô thị

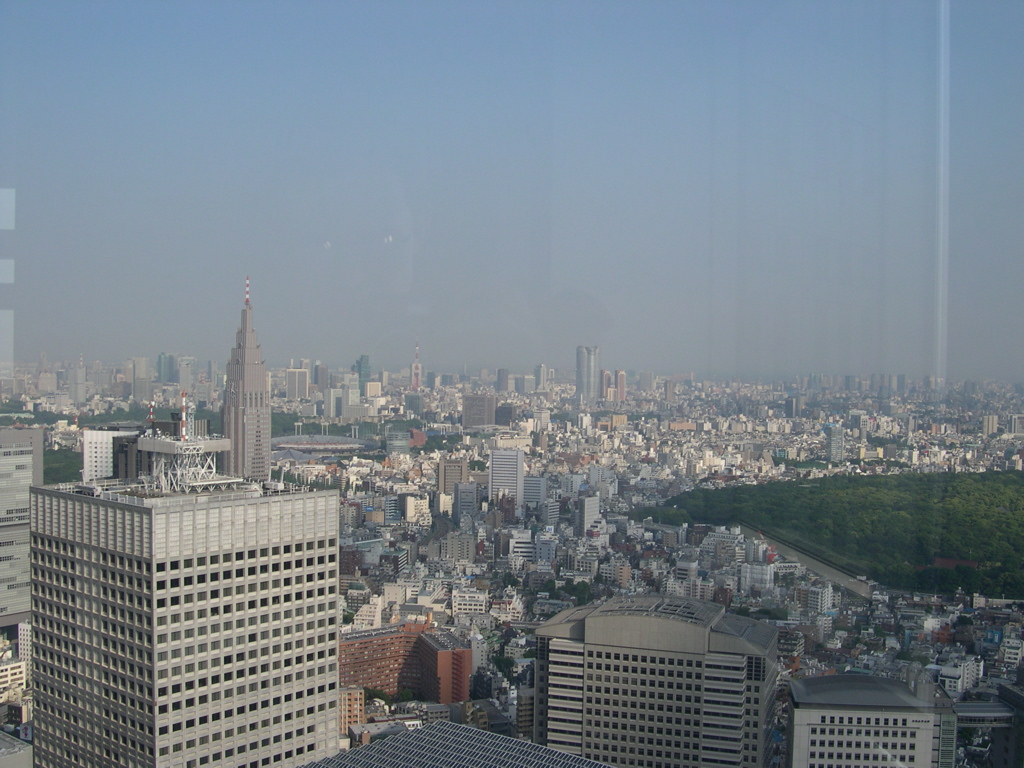
Đại Tokyo là một vùng đô thị đông dân nhất thế giới với dân số khoảng 35 triệu dân.

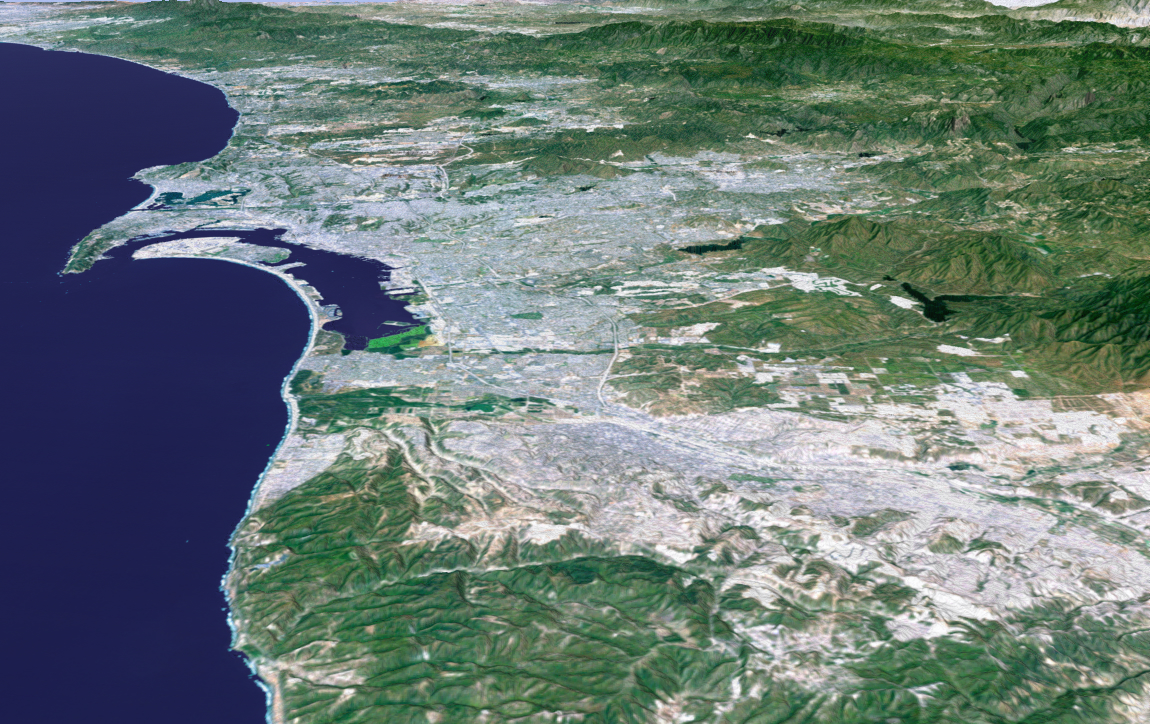
Ảnh ba chiều Vùng đô thị San Diego-Tijuana..

Một vùng đô thị là một trung tâm đông dân số bao gồm một đại đô thị và các vùng phụ cận nằm trong phạm vi ảnh hưởng của đô thị này hay nói cách khác là vùng gồm có hơn một thành phố trung tâm gần sát nhau và vùng nằm trong phạm vi ảnh hưởng của các thành phố trung tâm này. Một hai nhiều thành phố lớn có thể phục vụ như một trung tâm hay các trung tâm cho toàn vùng. Thông thường vùng đô thị được đặt tên theo tên thành phố trung tâm lớn nhất hoặc quan trọng nhất trong vùng.

## Vùng đô thị tại nước Đức
Khi so sánh những vùng đô thị nên để ý là ranh giới một vùng còn tùy theo cái nhìn của các đoàn thể. Cho nên các con số về số dân trên lãnh thổ, sức mạnh về kinh tế chỉ là tương đối.
| Vùng đô thị                                | triệu người dân 2008 | Diện tích theo km² | Số người mỗi km² | Thành phố lớn | Bang                                                               | Vùng đô thị Âu châu từ |
| ------------------------------------------ | -------------------- | ------------------ | ---------------- | --- | ------------------------------------------------------------------ | ---------------------- |
| Rhein-Ruhr                                 | 11,69                | 7110               | 1644             | Köln, Dortmund, Düsseldorf, Essen, Duisburg, Bochum, Wuppertal, Bonn, Gelsenkirchen, Mönchengladbach, Krefeld, Oberhausen, Hagen, Hamm | Nordrhein-Westfalen                                                | 1995                   |
| Berlin/Brandenburg                         | 6,00                 | 30370              | 196              | Berlin, Potsdam, Cottbus, Brandenburg an der Havel, Frankfurt (Oder)                                                                   | Berlin, Brandenburg                                                | 1995                   |
| Rhein-Main                                 | 5,52                 | 14800              | 373              | Frankfurt am Main, Wiesbaden, Mainz, Darmstadt, Offenbach am Main, Hanau, Aschaffenburg                                                | Bayern, Hessen, Rheinland-Pfalz                                    | 1995                   |
| Stuttgart                                  | 5,29                 | 15400              | 343              | Stuttgart, Heilbronn, Reutlingen, Esslingen am Neckar, Tübingen, Ludwigsburg                                                           | Baden-Württemberg                                                  | 1995                   |
| München                                    | 5,60                 | 27700              | 202              | München, Augsburg, Ingolstadt, Landshut, Rosenheim                                                                                     | Bayern                                                             | 1995                   |
| Mitteldeutschland                          | 2,40                 | 12000              | 200              | Leipzig, Dresden, Chemnitz, Halle (Saale), Magdeburg, Erfurt, Jena, Weimar, Gera                                                       | Sachsen, Sachsen-Anhalt, Thüringen                                 | 1997                   |
| Hamburg                                    | 4,29                 | 19800              | 216              | Hamburg, Lübeck, Lüneburg, Neumünster, Norderstedt, Wismar                                                                             | Hamburg, Mecklenburg-Vorpommern, Niedersachsen, Schleswig-Holstein | 1995                   |
| Hannover-Braunschweig- Göttingen-Wolfsburg | 3,88                 | 18901              | 205              | Hannover, Braunschweig, Göttingen, Wolfsburg, Salzgitter, Hildesheim, Celle                                                            | Niedersachsen                                                      | 2005                   |
| Nürnberg                                   | 3,60                 | 20544              | 175              | Nürnberg, Fürth, Erlangen, Bayreuth, Bamberg, Hof (Saale)                                                                              | Bayern                                                             | 2005                   |
| Bremen-Oldenburg                           | 2,73                 | 13749              | 199              | Bremen, Oldenburg, Delmenhorst, Bremerhaven, Wilhelmshaven                                                                             | Bremen, Niedersachsen                                              | 2005                   |
| Rhein-Neckar                               | 2,36                 | 5638               | 419              | Mannheim, Ludwigshafen am Rhein, Heidelberg, Worms, Neustadt an der Weinstraße                                                         | Baden-Württemberg, Hessen, Rheinland-Pfalz                         | 2005                   |
| Deutschland                                | 82,00                | 357111             | 229              | |                                                                    |                        |

Các vùng đô thị của Đức, ngoại trừ vùng Rhein-Ruhr, so sánh quốc tế thì tương đối ít người ở. 6 vùng có số dân còn ít hơn là con số trung bình của cả nước là 229 người dân mỗi cây số vuông. Cho nên khi so sánh trên phương diện quốc tế, mà không nêu lên những chi tiết cụ thể, thì không có ý nghĩa cho lắm.

## Vùng đô thị Việt Nam
Việt Nam có 2 vùng đô thị là vùng thủ đô Hà Nội và vùng đô thị Thành phố Hồ Chí Minh.